# Vojni muzej Beograd
Vojni muzej Beograd muzejska je institucija koja skuplja, proučava i prezentira različite predmete za vojnu uporabu, a prije svega oružje, odore, ratne zastave, vojne dokumente i umjetnička djela s vojnom tematikom. Vojni muzej Beograd smješten je na prvom bastionu jugoistočnog fronta Beogradske tvrđave u zgradi podignutoj 1924. godine za namjene Vojnogeografskog instituta koja je 1956. godine ustupljena Muzeju. Okružen gradskim bedemima i najvećim i najljepšim beogradskim parkom Kalemegdanom predstavlja jedan od simbola Beogradske tvrđave.